# Ciprés (arquitectura)

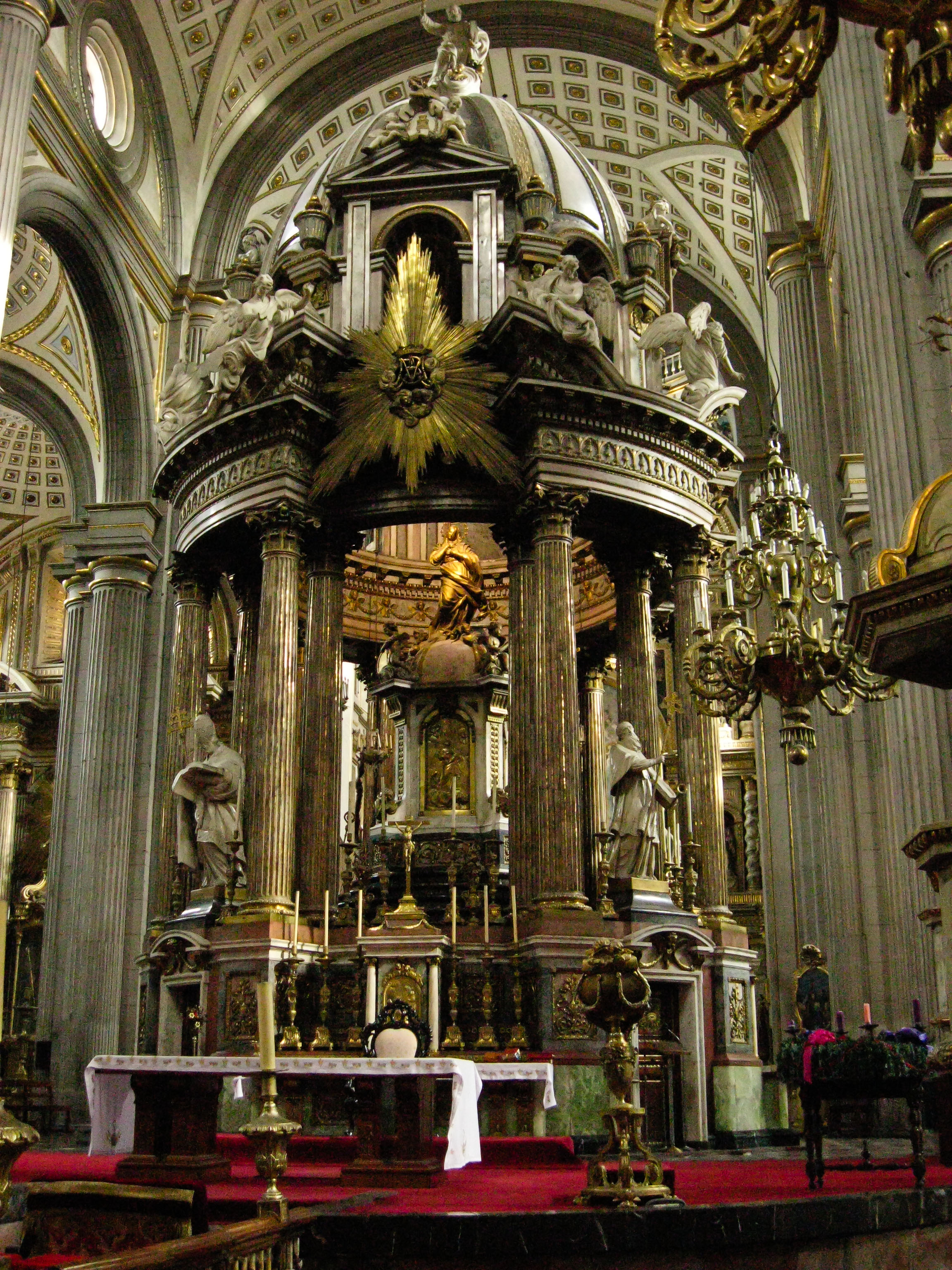
Ciprés de la Catedral de Puebla

Ciprés es un término de uso particular en la arquitectura religiosa de México y que se refiere a una especie de baldaquino o tribuna que forma parte del altar mayor de catedrales o iglesias. 
Sustentado por columnas y formado por uno o dos cuerpos tiene por lo general un remate cupuliforme y suele contener en su interior la imagen titular de dichos templos.
Se diferencia del retablo en que éste se encuentra adosado a una pared, mientras el ciprés es una edificación tridimensional y construida de forma exenta, incluso llegando a situarse en el centro del crucero de los templos. Por tanto llega a tener más de un altar adosado a el, orientados en cada uno de sus puntos cardinales.
El uso del término deriva del construido en la Catedral de México por Jerónimo de Balbás y que recibió tal apelativo por su forma y haber estado construido enteramente de madera.
En la actualidad, entre los ejemplos de cipreses están los de la catedral de Morelia, la catedral de Puebla y la capilla del Rosario de esta última ciudad.